# Плем'я Нефталіма
Пле́м'я Нефталі́ма (івр. שֵׁבֶט נַפְתָּלִי‬‬‬, Shevet Naftali; лат. tribus Naphthali) — одне з племен (колін) Ізраїлевих. Згідно Біблії, вело свій родовід від Нафталіма, одного з синів Якова.
При розділі Палестини зайняло саму північну частину землі Ханаанської (сучасна Галілея). Нефталімляни допомагали і Гедеону в його війні проти мадіанитян і амаликітян (Суд. VI, 35). Через своє становище більше інших колін піддавалося зовнішнім атакам і впливам, і одне з перших було забрано ассирійцами в полон.
Особа з цього коліна на ім'я Товит називається в Біблії автором однієї з книг Святого Письма — Книга Товита.